# Список переможців 2022 року у чарті M Countdown
M Countdown – це музичне шоу, яке дає змогу південнокорейським виконавцям просувати свої альбоми та сингли на телебаченні. Дана телепрограма має власний чарт і кожного тижня, у фіналі шоу, опираючись на власну систему оцінювання, визначається переможець.

## Система оцінювання
З 28 травня 2020 діє наступна система оцінювання з максимальною кількістю балів  — 11,000:
| макс: 4500                                | + | макс: 1500                                                            | + | макс: 1500                  | + | макс: 1500                | + | макс: 1000                                             | + | макс: 1000                                                           |
|                                           | + |                                                                       | + |                             | + |                           | + |                                                        | + |                                                                      |
| 45% Цифрові показники (Melon, Genie, FLO) | + | 15% Соціальні медіа (кількість переглядів музичного відео на YouTube) | + | 15% Фізичні продажі альбому | + | 15% Глобальне голосування | + | 10% оцінка транляцій (Mnet TV, MCD Stage, M2 Contents) | + | 10% голосування під час ефіру (тільки для кандидатів на перше місце) |
|                                           |   |                                                                       |   |                             |   |                           |   |                                                        |   |                                                                      |

## Список переможців чарту
|   | Потрійна корона     |
|   | Найвищий бал за рік |
| — | Шоу не проводилося  |

| Епізод | Дата       | Артист             | Композиція         | Бали               | Примітки    |
| ------ | ---------- | ------------------ | ------------------ | ------------------ | ----------- |
| —      | 6 січня    | Переможців не було | Переможців не було | Переможців не було |             |
| 735    | 13 січня   | Kep1er             | «Wa Da Da»         | 6,500              | [ 3 ] [ 4 ] |
| 736    | 20 січня   | Kep1er             | «Wa Da Da»         | 6,569              | [ 5 ]       |
| 737    | 27 січня   | Wheein             | «Make Me Happy»    | 7,220              | [ 6 ]       |
| 738    | 3 лютого   | Got the Beat       | «Step Back»        | Н/Д                | [ 7 ]       |
| 739    | 10 лютого  | Йена               | «Smiley»           | 8,097              | [ 8 ]       |
| 740    | 17 лютого  | Viviz              | «Bop Bop!»         | 6,564              | [ 9 ]       |
| 741    | 24 лютого  | Тейон              | «INVU»             | 9,676              | [ 10 ]      |
| 742    | 3 березня  | BtoB               | «The Song»         | 8,976              | [ 11 ]      |
| 743    | 10 березня | STAYC              | «Run2U»            | Н/Д                | [ 12 ]      |
| 744    | 17 березня | STAYC              | «Run2U»            | 6,569              | [ 13 ]      |
| 755    | 24 березня | (G)I-dle           | «Tomboy»           | 8,259              | [ 14 ]      |